# Louis Leithold
Louis Leithold (São Francisco, Califórnia, 16 de novembro de 1924 – Los Angeles, 29 de abril de 2005) foi um matemático estadunidense. É conhecido por seu livro The Calculus, um livro-texto clássico sobre cálculo que mudou globalmente os métodos de ensinar cálculo em universidades. Conhecido como "uma lenda nos círculos de cálculo da AP," Leithold foi mentor de Jaime Escalante, o professor ginasial de Los Angeles cuja história é assunto do filme de 1988 Stand and Deliver.

## Biografia
Leithold obteve os graus de mestrado e doutorado na Universidade da Califórnia em Berkeley. Lecionou no Phoenix College (Arizona) (que possui uma bolsa de matemática em seu nome), na Universidade Estatal da Califórnia, Los Ângeles, na Universidade do Sul da Califórnia, na Universidade Pepperdine e na The Open University. Em 1968 Leithold publicou The Calculus, um "best-seller de grande sucesso" que simplificou o ensino do cálculo.
Aos 72 anos de idade, após sua aposentadoria de Pepperdine, começou a lecionar cálculo na Malibu High School, em Malibu, Califórnia, treinando seus alunos para o Advanced Placement Calculus (AP), obtendo considerável sucesso. Designava regularmente duas horas de lição de casa por noite e fazia duas sessões de treinamento em sua própria casa, que aconteciam aos sábados ou domingos, das 9h às 16h antes do teste de AP. Seus métodos de ensino foram elogiados por sua vivacidade, e seu amor pelo tópico era bem conhecido. Ele também ministrou oficinas para professores de cálculo. Uma das pessoas que ele influenciou foi Jaime Escalante, que ensinava matemática a estudantes de classes Garfield High School, em East Los Angeles. O sucesso subsequente de Escalante como professor é retratado no filme de 1988 Stand and Deliver.